# Chiesa di San Rocco (Soazza)
La chiesa di San Rocco è un edificio religioso che si trova a Soazza, nel Cantone dei Grigioni.

## Storia
La chiesa venne eretta nel 1633, ma già nel 1656 venne modificata con l'aggiunta delle cappelle laterale. Fu rinnovata nel 1937 e poi, per quel che riguarda gli interni, fra il 1984 e il 1986. 

## Descrizione
Con una struttura longitudinale di chiaro stile barocco e coro rettangolare, è dotata di cappelle laterali. La chiesa si presenta con una pianta ad unica navata sovrastata da un soffitto a travatura realizzato nel 1937. Il coro rettangolare è coperto da una volta a crociera. Le cappelle laterali hanno una copertura a botte.